# Vladimír Körner
Vladimír Körner (* 12. října 1939 Prostějov) je český prozaik, dramaturg a filmový a televizní scenárista.

## Život
Od dětství byl poloviční sirotek, jeho otec padl jen pouhé tři dny (7. května 1945) před koncem druhé světové války.
V letech 1954–57 studoval na Průmyslové škole filmové v Čimelicích a pak v letech 1958–63 na FAMU. Už během studií působil jako dramaturg Filmového studia Barrandov, k jeho prvním scénářům patřil ten k filmu Deváté jméno z roku 1963.
Mezi lety 1962 a 1970 pracoval na Barrandově jako dramaturg a pak jako scenárista (do roku 1991, kdy byl propuštěn pro nadbytečnost). Většina jeho novel i románů vznikla původně pro filmové zpracování.
Svoji tvorbu publikoval od poloviny šedesátých let v řadě periodik, například ve Filmu a době, Plamenu nebo Textech.

## Dílo
Celé Körnerovo dílo je prodchnuto tématy existenciální úzkosti a beznaděje. Často náměty svých románů a novel zasazoval do období II. světové války a v několika dílech do vrcholného středověku. Nemálo jeho próz se stalo podkladem ke kvalitním filmům.
Autorovým debutem byla novela Střepiny v trávě z roku 1964, po níž brzy následoval román Slepé rameno. Obě tato díla obsahují téma destruktivního účinku války na lidskou psychiku. Už zde se projevila jedna z hlavních charakteristik jeho stylu: výrazná psychologie postav na pozadí spíše diskontinuitního děje. V několika příbězích líčí atmosféru válečnou (Pramen života: Der Lebensborn, Krev zmizelého, Zánik samoty Berhof) nebo těsně poválečnou – například v novele Adelheid z roku 1967, kterou roku 1969 zfilmoval František Vláčil, nebo v komorním dramatu Cukrová bouda, kterého se v roce 1980 režijně ujal Karel Kachyňa. Další témata Körnerovy tvorby, která se v jeho knížkách vzájemně prolínají, jsou Sudety, odsun Němců či fanatický fašismus.
Společně s Vláčilem napsal v roce 1967 scénář k Vláčilově filmu Údolí včel, který v románové podobě vydal knižně roku 1978. Tematicky tak navázal na román z prostředí řádu německých rytířů ve 13. století v Prusku Písečná kosa z roku 1970.
Körnerovo dílo patřilo k tomu nejkvalitnějšímu, co do roku 1989 vycházelo v oficiální produkci. V srpnu 2020 obdržel na 46. Letní filmové škole Výroční cenu AČFK.

### Próza
- Střepiny v trávě, 1964 – novela, prvotina, tématem příběh děvčátka vzatého rodičům, odvlečeným do koncentračního tábora, a daného na výchovu do Německa
- Slepé rameno, 1965 – román, téma činnosti odbojové skupiny za války
- Adelheid, 1967 – novela, opět válečné téma, především obraz odsunu Němců ze severovýchodní Moravy
- Písečná kosa, 1970 – historický román, na pozadí doznívajících christianizačních výprav Řádu německých rytířů na pohanský sever Evropy ve 13. století probírá psychologii člověka, který má zabíjet ve jménu víry
- Zánik samoty Berhof, 1973 – novela, prostředí jesenického pohraničí těsně po druhé světové válce; příběh plný napětí a dramatických zápletek
- Údolí včel, 1975 – román podle filmového scénáře z roku 1967
- Zrození horského pramene, 1979 – téma sklonku 2. světové války, baladické ladění; osudy vdovy po partyzánovi, jež životní nejistotu řeší opuštěním domova a odchodem do pohraničí
- Podzimní novely, 1983 – souborné vydání novel Adelheid, Zánik samoty Berhof a Zrození horského pramene
- Lékař umírajícího času, 1984 – historický román o životě Jana Jessenia a jeho osudu za třicetileté války
- Post bellum 1866, 1986 – 2 novely (Post bellum a Svíbský les) z války prusko-rakouské
- Anděl milosrdenství, 1988 – novela z 1. světové války, odehrávající se v lazaretu slezského města Złotoryja, volně zfilmováno v roce 1993 jako česko-slovenský film Anjel milosrdenstva[3].
- Život za podpis, 1989 – opět z prusko-rakouské války, zfilmováno v roce 1989 jako Kainovo znamení
- Psí kůže, 1992, zfilmováno jako televizní inscenace
- Smrt svatého Vojtěcha, 1993 – historická legenda a zároveň nelichotivý obraz české národní povahy
- Oklamaný, 1994 – historický román o bitvě u Hradce Králové r. 1866. Časopis A2 zařadil tuto knihu v roce 2020 do českého literárního kánonu po roce 1989, tedy do výběru nejdůležitějších českých knih v období třiceti let od sametové revoluce.[4]
- Odváté novely, 1995

### Filmové scénáře a náměty
- Deváté jméno, 1963 – námět a scénář
- Místenka bez návratu, 1964 – námět a scénář
- Údolí včel, 1967 – námět a scénář
- Adelheid, 1969 – námět a scénář
- Pověst o stříbrné jedli, 1973 – námět a scénář
- Sázka na třináctku, 1977 – námět a scénář
- Silnější než strach, 1978 – scénář
- Cukrová bouda, 1980 – námět a scénář (podle Zrození horského pramene)
- Zánik samoty Berhof, 1983 – námět a scénář
- Kukačka v temném lese, 1984 – scénář (námět kniha Děti s cedulkou Z. K. Slabého)
- Stín kapradiny, 1985 – scénář (námět novela Josefa Čapka)
- Kainovo znamení, 1989 – námět a scénář
- Chodník cez Dunaj, 1989 - námet a scenár
- Svědek umírajícího času, 1990 – námět a scénář
- Anděl milosrdenství, 1994 – námět a scénář
- Kuře melancholik, 1999 - námět
- Pramen života: Der Lebensborn, 2000 - námět a scénář
- Krev zmizelého, 2005 – námět a scénář [5]